# Łukaszów (Basse-Silésie)
Pour les articles homonymes, voir Łukaszów.
Łukaszów est une localité polonaise de la gmina de Zagrodno, située dans le powiat de Złotoryja en voïvodie de Basse-Silésie.